# Маріус Борґ Гьойбю
Маріус Борґ Гьойбю (норв. Marius Borg Høiby, нар. 13 січня 1997, Осло, Норвегія) — син кронпринцеси Норвегії Метте-Маріт.
Кримінальні справи щодо Маріуса включно зі скандалами за участі Дурека Верретта призводили до обширних дискусій щодо майбутнього норвезької монархії.

## Ранні роки
Маріус Борґ Гьойбю народився 13 січня 1997 року в університетській лікарні Осло. Його мати Метте-Маріт Т'єссем Гьойбю тоді працювала офіціанткою, а його батьком є Мортен Борґ, засуджений злочинець; вони ніколи не перебували в стосунках і мали лише коротку зустріч після того, як їх познайомив колишній співмешканець і наречений Метте-Маріт. На момент народження Маріуса його батько перебував у в'язниці за насильницькі злочини, пов'язані з наркотиками. Метте-Маріт на той час проживала в Осло, але після народження сина переїхала до свого рідного міста, Крістіансанна, де Маріус ріс з нею та її тодішнім партнером, допоки пара не розлучилась у 1999 році. Пізніше у тому ж році Метте-Маріт зустріла кронпринца Гокона і у 2000 році переїхала до нього в Осло.

## Входження до королівської родини
Той факт, що Метте-Маріт була матір'ю-одиначкою, а також інші обставини, пов'язані з цим, зокрема минуле батька Маріуса та його тюремне ув'язнення, були сприйняті неоднозначно. Коли стало відомо, що Метте-Маріт зустрічається з принцом Гоконом, медіа назвали її сина «маленьким Маріусом» (норв. Lille Marius), і це прізвисько згодом закріпилося; зокрема, його використовувала і королева Соня. Воно в свою чергу походить з роману норвезького письменника Александера Х'єлланна «Отрута», персонаж якого, Маріус, був незаконнонародженим та зазнавав переслідувань.
Маріус Борґ Хьойбю не має офіційної ролі у норвезькому королівському домі, але попри це він брав участь як гість у низці подій за участі королівської родини, наприклад, державних візитах, обідах та святкуваннях Дня конституції Норвегії.

## Освіта
Маріус Борґ Хьойбю закінчив школу у 2016 році і наступного року почав вивчати бізнес у коледжі Санта-Моніка в Каліфорнії, але припинив навчання через кілька місяців, не отримавши свідоцтва про закінчення. Пізніше у тому ж він на короткий час повернувся до Норвегії; до того він недовго працював стажером у дизайнера Філіппа Пляйна, після чого був обраний редактором по стилю у британському модному журналі Tempus до закриття цього часопису у грудні 2018 року. У 2019 році він повернувся до Норвегії та оселився у Тенсберґу разом зі своєю тодішньою дівчиною Юліане Снеккестад. Після того, як пара розлучилась у 2022 році, Гьойбю переїхав до одного з будинків у Скьойґумі, офіційній резиденції кронпринца та принцеси.

## Особисте життя
У період між 2016 та 2017 роками Гьойбю перебував у стосунках із Лінн Геленою Нільсен. Після того, з 2018 по 2022 рік, він зустрічався з моделлю та акторкою Юліане Снеккестад, з якою познайомився під час роботи в Лос-Анджелесі. Також він мав короткі стосунки з інфлюенсеркою Норою Гьойкланд після розлучення зі Снеккестад, але у 2023 році вони розлучилися.

## Обвинувачення
У 2017 році Маріус Борґ Гьойбю був звинувачений у володінні наркотиками.
4 серпня 2024 року Гьойбю був заарештований поліцією і звинувачений у нападі на молоду жінку, яка вважалася його дівчиною, та завданні збитків її помешканню. Пізніше обвинувачення було розширене і включало ще й погрози. Це обвинувачення спричинило резонанс у норвезьких та закордонних медіа.
14 вересня Гьойбю був повторно заарештований і звинувачений у забороні наближення до постраждалих у справі осіб.
19 листопада він був повторно затриманий і звинувачений у зґвалтуванні особи, яка була непритомна чи з інших причин нездатна чинити опір. Поліція уточнила, що йдеться про зґвалтування без статевого акту. Окрім цього, Гьойбю був помічений у водінні без прав.
Гьойбю протягом певного часу був ув'язнений у в'язниці міста Гамар.
27 червня 2025 року повідомлялося, що Гьойбю підозрюється у 23 правопорушеннях, включаючи 3 зґвалтування, тілесні ушкодження та сексуальне насильство. Це сталося після 10-місячного розслідування, яке включало опитування свідків, обшуки та перегляд цифрових матеріалів. За словами адвоката захисту Гьойбю, підозрювані правопорушення стосуються 15–20 жертв. Прокурори вирішать, чи висувати звинувачення.
18 серпня 2025 року державний прокурор Стурла Генріксбьо пред'явив обвинувальний акт проти Маріуса Борґа Гьойбю. Йому висунуто звинувачення у 32 різних правопорушеннях. Вони включають 4 зґвалтування чотирьох різних жінок, а також насильство в інтимних стосунках щодо його колишньої партнерки Нори Гьойкланд. Йому також висунуто звинувачення у кількох актах насильства щодо іншої колишньої партнерки.

## Нагороди
Маріус Борґ Гьойбю має такі нагороди:
- Медаль Сторіччя Королівського Дому
- Пам'ятна медаль Срібного ювілею короля Гаральда V